# Municipio de Logan (condado de Sanborn)
El municipio de Logan (en inglés: Logan Township) es un municipio ubicado en el condado de Sanborn en el estado estadounidense de Dakota del Sur. En el año 2010 tenía una población de 133 habitantes y una densidad poblacional de 1,43 personas por km².

## Geografía
El municipio de Logan se encuentra ubicado en las coordenadas 43°58′33″N 98°8′24″O / 43.97583, -98.14000. Según la Oficina del Censo de los Estados Unidos, el municipio tiene una superficie total de 93.24 km², de la cual 93,2 km² corresponden a tierra firme y (0,04 %) 0,04 km² es agua.

## Demografía
Según el censo de 2010, había 133 personas residiendo en el municipio de Logan. La densidad de población era de 1,43 hab./km². De los 133 habitantes, el municipio de Logan estaba compuesto por el 96,99 % blancos, el 0,75 % eran asiáticos y el 2,26 % eran de una mezcla de razas. Del total de la población el 0 % eran hispanos o latinos de cualquier raza.